# Драфт БАА 1948
Драфт БАА 1948 - третій щорічний драфт Баскетбольної асоціації Америки (БАА), яка згодом змінила назву на Національна баскетбольна асоціація (НБА). Драфт відбувся 10 травня. 8 команд БАА, а також чотири команди, які перейшли з Національної баскетбольної ліги, по черзі вибирали найкращих випускників коледжів.

## Нотатки щодо виборів на драфті і кар'єр деяких гравців
Провіденс Стімроллерс під першим номером вибрали Енді Тонковича з Університету Маршалла. Четверо гравців з першого раунду, Джордж Кок, Джордж Гауптфюрер, Роберт Гейл і Чак Генгер, ніколи не грали в БАА. Троє гравців з цього драфту, Гаррі Галлатін, Дольф Шейс і Боббі Вонзер, введені до Зали слави.

## Драфт
| Поз.    | G        | F       | C         |
| Позиція | Захисник | Форвард | Центровий |

| ^ | Позначає гравців, обраних у Баскетбольну залу слави Нейсміта                     |
| + | Позначає гравців, які взяли участь принаймні в одній грі матчу всіх зірок НБА    |
| # | Позначає гравців, які жодного разу не грали в регулярному сезоні НБА або плей-оф |

| Раунд | Вибір | Гравець            | Позиція | Команда НБА           | Коледж            |
| ----- | ----- | ------------------ | ------- | --------------------- | ----------------- |
| 1     | 1     | Енді Тонкович      | G       | Провіденс Стімроллерс | Маршалл           |
| 1     | 2     | Джордж Кок#        | C       | Індіанаполіс Джетс    | Арканзас          |
| 1     | 3     | Джордж Гауптфюрер# | C       | Бостон Селтікс        | Гарвард           |
| 1     | 4     | Дольф Шейс^        | F/C     | Нью-Йорк Нікс         | НЙУ               |
| 1     | 5     | Ед Мікан           | F/C     | Чикаго Стегз          | Де Пол            |
| 1     | 6     | Волт Будко         | F/C     | Балтимор Буллетс      | Коламбія          |
| 1     | 7     | Роберт Гейл#       | –       | Сент-Луїс Бомберс     | Корнелл           |
| 1     | 8     | Ворд Вільямс       | F       | Форт-Вейн Пістонс     | Індіана           |
| 1     | 9     | Чак Генгер#        | –       | Міннеаполіс Лейкерс   | Каліфорнія        |
| 1     | 10    | Боббі Вонзер^      | G       | Рочестер Роялз        | Сетон Голл        |
| 1     | 11    | Дон Рей            | F/C     | Філадельфія Ворріорз  | Західний Кентуккі |
| 1     | 12    | Джек Ніколс        | F/C     | Вашингтон Кепітолз    | Вашингтон         |

## Інші вибори
Наступний список містить гравців, вибраних після другого раунду. які взяли участь принаймні в одній гра БАА/НБА.
| Раунд | Вибір | Гравець         | Позиція | Команда НБА           | Коледж                |
| ----- | ----- | --------------- | ------- | --------------------- | --------------------- |
| –     | –     | Джонні Бах      | G/F     | Бостон Селтікс        | Фордем                |
| –     | –     | Джін Берс       | G/F     | Нью-Йорк Нікс         | Маркетт               |
| –     | –     | Даррелл Браун   | F       | Балтимор Буллетс      | Гамболдт Стейт        |
| –     | –     | Джек Бермастер  | G       | Сент-Луїс Бомберс     | Іллінойс              |
| –     | –     | Джейк Картер    | F/C     | Балтимор Буллетс      | Іст Техас Стейт       |
| –     | –     | Джек Коулмен+   | F/C     | Провіденс Стімроллерс | Луїсвілл              |
| –     | –     | Боббі Кук       | G       | Форт-Вейн Пістонс     | Вісконсін             |
| –     | –     | Гук Діллон      | F       | Чикаго Стегз          | Північна Кароліна     |
| –     | –     | Арні Феррін     | G/F     | Міннеаполіс Лейкерс   | Юта                   |
| –     | –     | Білл Габор+     | G/F     | Рочестер Роялз        | Сірак'юс              |
| –     | –     | Гаррі Галлатін^ | F/C     | Нью-Йорк Нікс         | Нортіст Міссурі       |
| –     | –     | Ерл Гарднер     | F       | Міннеаполіс Лейкерс   | Депо                  |
| –     | –     | Ді Гібсон       | G/F     | Міннеаполіс Лейкерс   | Західний Кентуккі     |
| –     | –     | Алех Ганнум     | F/C     | Індіанаполіс Джетс    | УПК                   |
| –     | –     | Маршалл Гокінс  | F       | Бостон Селтікс        | Теннессі              |
| –     | –     | Джо Голланд     | F       | Балтимор Буллетс      | Кентуккі              |
| –     | –     | Вайті Качан     | G       | Чикаго Стегз          | Де Пол                |
| –     | –     | Лео Каткавек    | G       | Вашингтон Кепітолз    | НК Стейт              |
| –     | –     | Том Келлі       | G       | Бостон Селтікс        | НЙУ                   |
| –     | –     | Енді Костека    | F       | Індіанаполіс Джетс    | Джорджтаун            |
| –     | –     | Ден Краус       | G       | Балтимор Буллетс      | Джорджтаун            |
| –     | –     | Герб Краутблатт | G       | Балтимор Буллетс      | Райдер                |
| –     | –     | Лео Кубяк       | G/F     | Рочестер Роялз        | Боулінг Грін          |
| –     | –     | Рей Лампп       | G       | Індіанаполіс Джетс    | НЙУ                   |
| –     | –     | Мел Макґага     | G       | Нью-Йорк Нікс         | Арканзас              |
| –     | –     | Маррей Мітчелл  | C       | Бостон Селтікс        | Сем Г'юстон Стейт     |
| –     | –     | Джонні Орр      | F       | Міннеаполіс Лейкерс   | Белоіт                |
| –     | –     | Ізі Парем       | G/F     | Сент-Луїс Бомберс     | Техас Веслеян         |
| –     | –     | Джек Паркінсон  | G       | Вашингтон Кепітолз    | Кентуккі              |
| –     | –     | Ед Пітерсон     | C       | Нью-Йорк Нікс         | Корнелл               |
| –     | –     | Рой П'ю         | F/C     | Філадельфія Ворріорз  | СМУ                   |
| –     | –     | Текс Ріттер     | G       | Нью-Йорк Нікс         | Східний Кентуккі      |
| –     | –     | Кенні Роллінс   | G       | Форт-Вейн Пістонс     | Кентуккі              |
| –     | –     | Дік Шрайдер     | G       | Нью-Йорк Нікс         | Огайо                 |
| –     | –     | Оді Спірс       | G       | Чикаго Стегз          | Західний Кентуккі     |
| –     | –     | Брейді Вокер    | F/C     | Провіденс Стімроллерс | УБЯ                   |
| –     | –     | Дік Вер         | F       | Індіанаполіс Джетс    | Райс Оулз (баскетбол) |
| –     | –     | Маррей Вір      | G       | Форт-Вейн Пістонс     | Айова                 |
| –     | –     | Ді Сі Вілкатт   | G       | Сент-Луїс Бомберс     | Сент-Луїс             |

## Незадрафтовані гравці
Цих гравців не вибрала на драфті НБА жодна команда, але вони зіграли в НБА принаймні одну гру.
| Гравець     | Позиція | Коледж |
| ----------- | ------- | ------ |
| Дейв Майнор | G       | УКЛА   |